# Walter Ostwald
Walter Karl Wilhelm Ostwald, mais conhecido como Walter Ostwald (Riga, 20 de maio de 1886 — Freiburg im Breisgau, 12 de julho de 1958) foi um químico e jornalista científico germano-báltico.

## Vida e obra
Filho do químico e laureado com o Nobel de Química Wilhelm Ostwald e irmão mais novo do químico Wolfgang Ostwald. Nascido em Riga em 1886, cresceu em Leipzig. A partir de 1904 estudou química em Leipzig e a partir de 1907 em Londres, onde foi aluno do Nobel de Química William Ramsay. Nesta época traduziu do inglês para o alemão a obra de William Albert Noyes Kurzes Lehrbuch der organischen Chemie.
De 1906 a 1914 dirigiu a redação da revista Der Motorfahrer, veículo oficial da ADAC.
Em 1922 Ostwald foi gerente da Hansa-Lloyd em Bremen, e depois gerente da seção científico-técnica da Aral. O combustível lá desenvolvido em 1924, uma mistura de gasolina e benzeno para motores Otto denominada Bibo (Benzin-Benzol-Gemisch), com relação de mistura "de 6 partes de gasolina e 4 partes de benzeno", foi anunciado por Ostwald como parte de um concurso com o nome BV-Aral, pois benzeno pertence ao grupo químico dos ARomatas e gasolina ao grupo dos ALifáticos.
Walter Ostwald foi um dos primeiros a reconhecer o problema dos gases de escapamento de automóveis e, inspirado por ideias de seu pai, empreendeu em 1909 trabalho pioneiro para a desintoxicação dos gases com catalisadores. Em 1910 publicou suas ideias na revista Autler-Chemie. Ostwald aponta nesta publicação também para possíveis problemas: "é de se temer que o catalisador não tenha vida útil muito longa, devido aos gases nitrosos e sulfurosos, que acompanham inevitavelmente os gases de escape."
A partir de 1927 trabalhou como jornalista científico, trabalhando também como freelancer na IG Farben. Também participou do desenvolvimento do Motalin, comercializado pela distribuidora de combustíveis alemã Gasolin AG, pela adição de pentacarbonil de ferro para "combustível resistente à compressão" em motores Otto, e também participou do desenvolvimento da Glisantina.
Pouco antes de sua morte em 1958 foi lançado em 1956 sua obra Rudolf Diesel und die motorische Verbrennung.

## Obras
- Noyes, William A.: Kurzes Lehrbuch der organischen Chemie. (1907)
- Walter Ostwald: Motyl und Motalin. Auto-Technik 15 (1926)
- Walter Ostwald: Entwicklung der Treibstoffe in Deutschland von 1923 bis heute. Motor 25 (1937)
- Walter Ostwald: Rudolf Diesel und die motorische Verbrennung. Oldenbourg. München, 1956